# Inca iris
Coeligena iris
Espèce
Statut de conservation UICN

 LC  : Préoccupation mineure
Statut CITES
L'Inca iris (Coeligena iris) est une espèce de colibris de la sous-famille des Lesbiinae et de la tribu des Heliantheini.

## Distribution
L'Inca iris est présente au Pérou et en Équateur.

Carte de répartition de l'espèce